# إدوارد غايلورد
إدوارد غايلورد (بالإنجليزية: Edward Gaylord)‏ هو عسكري أمريكي، ولد في 28 مايو 1919 في أوكلاهوما سيتي في الولايات المتحدة، وتوفي بنفس المكان في 27 أبريل 2003.